# 三井グループ
三井グループ（みついグループ、英語: Mitsui Group）は、戦前の三井財閥の流れを汲む日本の企業グループ。
グループの中でも特に影響力が大きい三井住友銀行（旧三井銀行）、三井不動産、三井物産はグループ内の「御三家」と呼ばれる存在である（三井不動産は財閥解体後の三井本社を吸収合併している）。この3社はグループ各社の社長の交流組織である二木会等の幹事会社であるが、グループの意思決定機関ではない。また、三菱や住友と同様に、グループ内の強力な資本関係やグループを統括する持株会社等は存在しない。

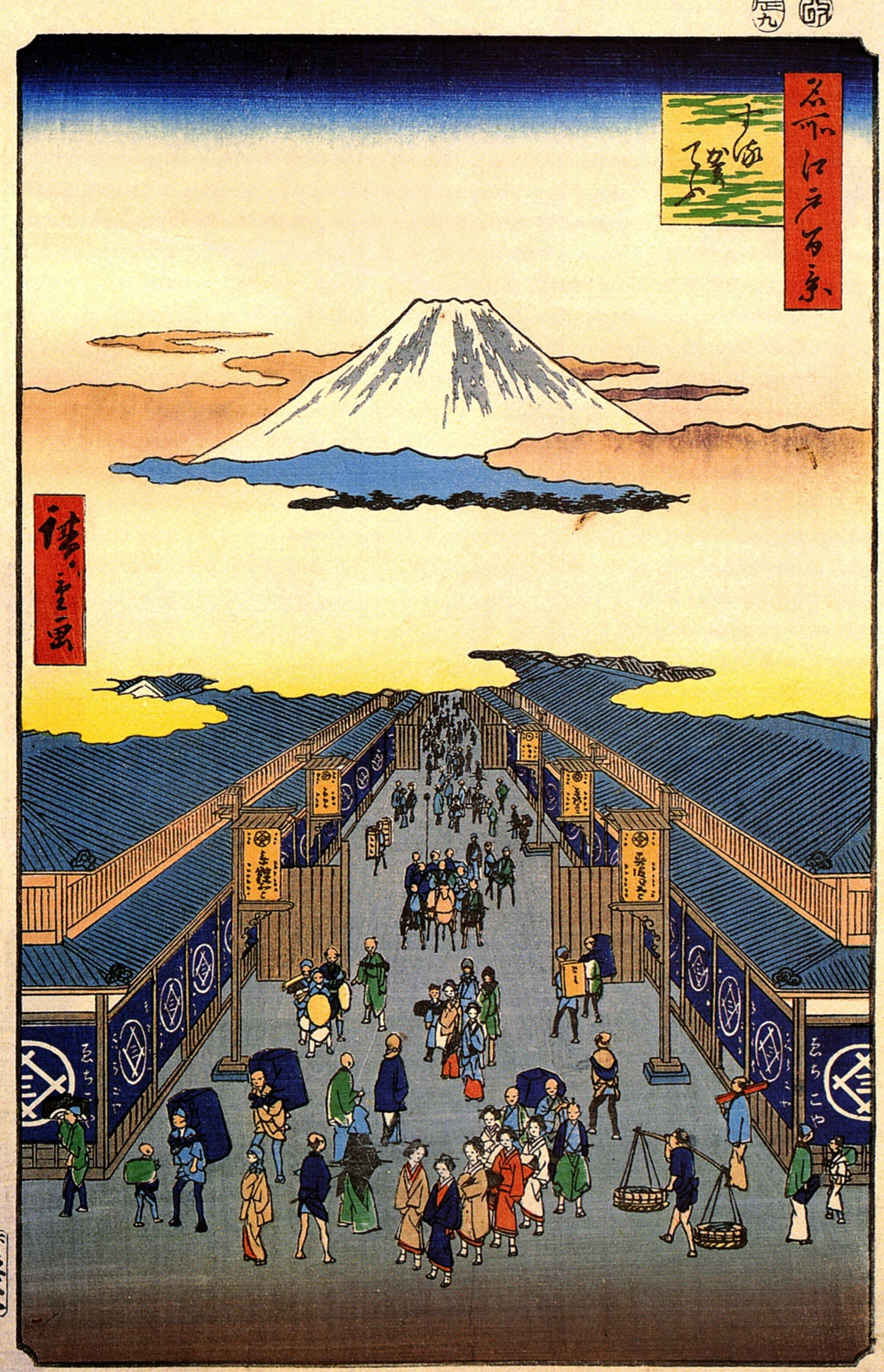
三越 - 名所江戸百景 駿河町（歌川広重）。
江戸時代（1856年）に描かれた。左右には三井グループのロゴが書いてある。三越は三井グループの源流でもある。

## 概要
戦前の三井財閥は、江戸時代初期に三井高利（三井家）が創業した三井越後屋呉服店（現在の三越）を源流とする日本最大の財閥として財界に君臨した。戦前の旧三井財閥は日本橋（東京都中央区）の三井本館を本拠地としており、三越発祥の地である日本橋地区には、現在でも三井不動産が多数の複合商業ビルを所有しているなど、グループのお膝元である。また、高麗橋（大阪市中央区）には三井銀行大阪営業部があり、かつては三越大阪店（閉店）や三井物産関西支社（大阪市北区中之島に移転）も所在し、三井グループの大阪での拠点として知られていた。
戦前の旧三井財閥は三菱や住友を凌ぐ日本最大の財閥であった。しかし、戦後のGHQによる財閥解体後、同じ旧財閥の三菱グループ・住友グループに比べて再結集が遅れたこと、本来中核となってグループに資金供給をすべき三井銀行が帝国銀行の分裂によって規模が縮小してしまっていたこと、高度経済成長期の重化学工業化に乗り遅れたこと、などから戦前に比べその相対的な地位は低下した。そのため三井グループは表面上、あまり結束が強くない。また、トヨタ自動車や東芝などが、そして東芝との関係からIHIなども加わっている。しかしながら、表に現れない部分での結束は未だ残っており、三井系列企業経営層専用のクラブ、そして三井記念病院にも経営層クラス専用の特待病室があることが知られている。
最近の動きとしては、三井鉱山は新日本製鐵（現：日本製鉄）等の支援を受け経営再建を目指し、「日本コークス工業」と改名し三井グループから離脱。2008年4月には、三井財閥の源流である越後屋呉服店の後裔で日本最古の百貨店である三越が、三菱東京UFJ銀行（現：三菱UFJ銀行）をメインバンクとする伊勢丹と共同持株会社「三越伊勢丹ホールディングス」を設立し、三越伊勢丹として経営統合した。一方で、さくら銀行（旧三井銀行）は住友銀行と合併し三井住友銀行が誕生するなど、金融系を中心に住友グループとの統合が見られる（「三井住友」を参照）。他にも富士フイルムやTBSホールディングス（旧東京放送）等の三井グループへの新規加盟や、トヨタ自動車等の支援を受けた三井住友海上のあいおい損保やニッセイ同和損保との経営統合（MS&ADインシュランスグループ）、三井不動産が東京ドームを連結子会社化させる等、グループの新陳代謝も活発である。三井グループ加盟の企業の中では、三井の名前を冠さない三井傍系の大企業が多数あり、それらと直系との強い結びつきを模索する動きが見られる。

## ロゴ
丸囲みの井桁に「三」の文字が入ったもの。原則として「三井」と名乗る企業で使われるが、三井住友銀行や三井住友海上火災、三井住友建設、商船三井など三井と名乗っても他のグループと合併した会社は、三井と名乗らない企業と同じようにこのロゴを使わない。また最近、三井広報委員会でもこの井桁マークを使っていない。
また、三井を冠する企業でも三菱グループにおけるスリーダイヤや住友グループにおける井桁に比べて企業再編が活発になる以前の1970年代時点で三井の丸囲みの井桁に「三」を採用しない会社は三菱や住友の前述のマークに比べて多かった。また、三井を冠しグループ外企業との合併等を含む商号変更をしていない場合でも同様である。

## 三井グループ主要各社
かつて旧三井銀行・三井物産・旧三井鉱山の三社が「三井グループ御三家」と呼ばれていた。戦後は三井本社を吸収合併した三井不動産が、旧三井鉱山（現：日本コークス工業）に代わり、さらに三井銀行の流れを汲むさくら銀行が最終的に住友銀行と合併したことで、三井住友銀行・三井物産・三井不動産の3社が「三井新御三家」となった。
| 社名 （太字は三井グループ中核企業） | 二木会 | 三井広報 委員会 | 三井業際 研究所 | 綱町三井 倶楽部 | 月曜会 | 三井文庫 | 備考 |
| ----------------------------------- | ------ | --------------- | --------------- | --------------- | ------ | -------- | ---- |
| IHI                                 | Yes    | —               | Yes             | Yes             | Yes    | Yes      | ※4   |
| イビデン                            | —      | —               | Yes             | —               | Yes    | —        |      |
| イビデングリーンテック              | —      | —               | —               | —               | Yes    | —        |      |
| 宇徳                                | —      | —               | —               | —               | Yes    | —        |      |
| エームサービス                      | —      | Yes             | —               | —               | Yes    | Yes      |      |
| 王子ホールディングス                | Yes    | Yes             | Yes             | Yes             | Yes    | Yes      | ※4   |
| 王子製紙                            | —      | —               | —               | —               | Yes    | —        |      |
| カネカ                              | —      | —               | —               | —               | —      | Yes      | ※5   |
| サッポロホールディングス            | —      | —               | —               | —               | Yes    | —        |      |
| サッポロビール                      | —      | Yes             | —               | —               | Yes    | —        | ※2   |
| 三機工業                            | Yes    | Yes             | Yes             | Yes             | Yes    | Yes      |      |
| JA三井リース                        | —      | Yes             | —               | —               | Yes    | Yes      |      |
| 商船三井                            | Yes    | Yes             | Yes             | Yes             | Yes    | Yes      | ※3   |
| エムオーツーリスト                  | —      | —               | —               | —               | Yes    | —        |      |
| 昭和飛行機工業                      | —      | —               | —               | —               | Yes    | Yes      |      |
| 新日本空調                          | —      | Yes             | —               | Yes             | Yes    | Yes      |      |
| ジーエス・ユアサコーポレーション    | —      | —               | —               | —               | Yes    | —        |      |
| 住友三井オートサービス              | —      | —               | —               | —               | Yes    | —        | ※1   |
| 太平洋興発                          | —      | —               | —               | —               | Yes    | —        |      |
| 太平洋セメント                      | Yes    | —               | Yes             | Yes             | Yes    | Yes      | ※2※4 |
| 第一園芸                            | —      | —               | —               | —               | Yes    | —        |      |
| 大樹生命保険                        | —      | Yes             | Yes             | Yes             | Yes    | Yes      |      |
| ダイセル                            | —      | —               | —               | —               | Yes    | Yes      | ※6   |
| TBSホールディングス                 | Yes    | —               | Yes             | —               | Yes    | Yes      | ※4   |
| TBSテレビ                           | —      | —               | —               | —               | Yes    | —        | ※4   |
| デンカ                              | Yes    | Yes             | Yes             | Yes             | Yes    | Yes      | ※4   |
| 東亞合成                            | —      | —               | —               | —               | Yes    | —        |      |
| 東京ドーム                          | —      | —               | —               | —               | Yes    | Yes      | ※4   |
| 東芝                                | Yes    | —               | Yes             | Yes             | Yes    | Yes      | ※4   |
| 東洋エンジニアリング                | —      | Yes             | Yes             | —               | Yes    | —        |      |
| 東レ                                | Yes    | Yes             | Yes             | Yes             | Yes    | Yes      |      |
| 東レインターナショナル              | —      | —               | —               | —               | Yes    | —        |      |
| 西日本電線                          | —      | —               | —               | —               | Yes    | —        |      |
| トヨタ自動車                        | Yes    | —               | Yes             | Yes             | —      | Yes      | ※3※4 |
| ニップン                            | Yes    | —               | Yes             | Yes             | Yes    | Yes      |      |
| 日本製紙                            | Yes    | —               | Yes             | Yes             | Yes    | Yes      | ※2   |
| 日本紙パルプ商事                    | —      | —               | —               | Yes             | —      | —        |      |
| 日本製鋼所                          | Yes    | Yes             | Yes             | Yes             | Yes    | Yes      |      |
| BIPROGY                             | —      | —               | Yes             | Yes             | Yes    | Yes      |      |
| フジクラ                            | —      | —               | Yes             | Yes             | Yes    | —        |      |
| 富士フイルムHD                      | Yes    | —               | Yes             | —               | Yes    | Yes      |      |
| 富士フイルム                        | —      | —               | —               | Yes             | Yes    | —        | ※6   |
| 物産不動産                          | —      | —               | —               | —               | Yes    | —        |      |
| 三井E&S                             | Yes    | Yes             | Yes             | Yes             | Yes    | Yes      |      |
| 三井海洋開発                        | —      | —               | —               | —               | Yes    | —        |      |
| 三井化学                            | Yes    | Yes             | Yes             | Yes             | Yes    | Yes      |      |
| 三井化学東セロ                      | —      | —               | —               | —               | Yes    | —        |      |
| 三井共同建設コンサルタント          | —      | —               | —               | —               | Yes    | —        |      |
| 三井金属鉱業                        | Yes    | Yes             | Yes             | Yes             | Yes    | Yes      |      |
| 三井情報                            | —      | —               | —               | —               | Yes    | Yes      |      |
| 三井住建道路                        | —      | —               | —               | —               | Yes    | —        |      |
| 三井住友海上火災保険                | Yes    | Yes             | Yes             | Yes             | Yes    | Yes      | ※1   |
| 三井住友海上プライマリー生命保険    | —      | —               | —               | —               | Yes    | —        |      |
| 三井住友建設                        | Yes    | Yes             | Yes             | Yes             | Yes    | Yes      | ※1   |
| 三井住友トラストグループ            | Yes    | Yes             | —               | Yes             | Yes    | —        | ※1   |
| 三井住友信託銀行                    | —      | —               | Yes             | —               | Yes    | Yes      | ※1   |
| 三井住友トラスト・カード            | —      | —               | —               | —               | Yes    | —        | ※1   |
| 三井住友FG                          | Yes    | —               | Yes             | —               | Yes    | —        | ※1   |
| 三井住友銀行                        | —      | Yes             | —               | Yes             | Yes    | Yes      | ※1   |
| 三井住友ファイナンス&リース         | —      | Yes             | —               | —               | Yes    | Yes      | ※1   |
| 三井住友カード                      | —      | —               | —               | —               | Yes    | Yes      | ※1   |
| SMBC日興証券                        | —      | —               | —               | —               | Yes    | Yes      |      |
| SMBCコンサルティング                | —      | —               | —               | —               | Yes    | —        |      |
| SMBCファイナンスサービス            | —      | —               | —               | —               | Yes    | —        |      |
| さくら情報システム                  | —      | —               | —               | —               | Yes    | —        |      |
| 日本総合研究所                      | —      | —               | —               | —               | —      | —        | ※1   |
| 三井精機工業                        | —      | —               | —               | —               | Yes    | Yes      |      |
| DM三井製糖                          | —      | —               | Yes             | —               | Yes    | Yes      |      |
| 三井石油開発                        | —      | —               | —               | —               | Yes    | —        |      |
| 三井倉庫ホールディングス            | Yes    | Yes             | Yes             | Yes             | Yes    | Yes      |      |
| 三井倉庫ロジスティクス              | —      | —               | —               | —               | Yes    | —        |      |
| 三井デザインテック                  | —      | —               | —               | —               | Yes    | —        |      |
| 三井農林                            | —      | —               | —               | —               | Yes    | —        |      |
| 三井物産                            | Yes    | Yes             | Yes             | Yes             | Yes    | Yes      |      |
| 三井食品                            | —      | —               | —               | —               | Yes    | —        |      |
| 三井不動産                          | Yes    | Yes             | Yes             | Yes             | Yes    | Yes      |      |
| 三井不動産レジデンシャルサービス    | —      | —               | —               | —               | —      | Yes      |      |
| 三井不動産レジデンシャルリース      | —      | —               | —               | —               | —      | Yes      |      |
| 三井不動産リアルティ                | —      | —               | —               | Yes             | Yes    | Yes      |      |
| 三井不動産ビルマネジメント          | —      | —               | —               | —               | —      | Yes      |      |
| 三井不動産レジデンシャル            | —      | —               | —               | —               | Yes    | Yes      |      |
| 三井不動産ファシリティーズ          | —      | —               | —               | —               | —      | Yes      |      |
| 三井不動産商業マネジメント          | —      | —               | —               | —               | —      | Yes      |      |
| 三井不動産ホテルマネジメント        | —      | —               | —               | —               | —      | Yes      |      |
| 三井ホーム                          | —      | —               | —               | —               | Yes    | Yes      |      |
| 三井松島産業                        | —      | —               | —               | —               | Yes    | —        | -    |
| 三井三池製作所                      | —      | —               | —               | —               | Yes    | Yes      |      |
| 三越伊勢丹ホールディングス          | Yes    | Yes             | Yes             | Yes             | Yes    | Yes      |      |
| 三越伊勢丹                          | —      | —               | —               | —               | Yes    | —        |      |
| 室町殖産                            | —      | —               | —               | —               | —      | Yes      |      |

備考欄の
- 「※1」の会社は、住友グループでもある。
- 「※2」の会社は、芙蓉グループでもある。
- 「※3」の会社は、三和グループでもある。
- 「※4」の会社は、第一勧銀グループでもある。
- 「※5」の会社は、大輪会グループでもある。
- 「※6」の会社は、最勝会グループでもある。
- 二木会（にもくかい）は、財閥解体で緩みかかったグループの連帯維持を目的に設けられた「月曜会」を母体として、1961年に発足し、グループ企業の会長・社長を集めて行う懇談昼食会を活動の中心としている。毎月第2木曜日に開かれるのでこの名がある。またグループの内部広報紙を発行する三友新聞社にも出資している。
- 三井広報委員会は三井グループの広報を目的としている。
- 三井業際研究所は、業種の枠を超えた「異業際分野における知識集団としての機能を果す」（同研究所公式ページより）事を目的に、二木会の直属機関として1978年に設立された。
- 綱町三井倶楽部は、グループ企業の課長クラス以上の役職員・OBの親睦を図る目的で設立された会員制クラブで、同名の歴史的建造物（2015年現在もグループの迎賓館として使用。場所は東京都港区三田）を拠点としている。
- 月曜会は、三井グループ各社の役員間の相互親睦と情報交換を目的とする会合。月曜に会合が行われていたためこの名がある。二木会の母体となったが、二木会発足後も存続している。
- 三井文庫は、三井文庫本館と三井記念美術館からなる公益財団法人である。公益財団法人三井文庫の前身である財団法人三井文庫が三井グループ各社の支援を得て設立されたことから[12]、三井文庫の賛助会社は三井グループに属しているといえる[注 13]。
- 以上[5]

## 三井グループとも親密な企業
- アルプスアルパイン（旧アルプス電気） - 三井グループと緊密。
- ANAホールディングス - メインバンクは三井住友銀行（旧三井銀行）[14]。三井不動産とも共同事業を行っている[15]。また、前身となる日本ヘリコプター輸送（現：全日本空輸）の設立の際に三井物産（旧第一物産）や三井住友銀行（旧住友銀行）が発起人として関わっている[16]。
- オーケー食品工業 - 三井物産と日本製粉が支援を行っている中堅食品メーカー
- オリエンタルランド - 三井不動産が京成電鉄（三和グループのみどり会に加盟[11]。）と共に設立。現在は京成電鉄の持分法適用関連会社として京成グループに名を連ねている一方、三井不動産は保有率を下げているが、2018年11月現在で第二位の保有率である。また、東京ディズニーランド・東京ディズニーシー内には三井住友銀行（旧三井銀行→さくら銀行、以下同）の出張所がある。
- 鹿島建設 - メインバンクは三井住友銀行（旧住友銀行）。三井不動産とも緊密。
- キヤノン - 芙蓉グループ[5]。2016年12月に旧・東芝グループの東芝メディカルシステムズ（現：キヤノンメディカルシステムズ）との資本提携を設立。
- 極東証券 - 90年10月に三井グループ主要各社に資本協力を経て資本増強を行った事がある。また、それ以前に主力行である三井住友銀行（旧三井銀行）と業務提携を締結していた。
- 倉敷紡績（クラボウ）
- 西部ガス - 三井住友銀行、三井生命保険、三井住友海上（旧大正海上火災→三井海上）等の三井系企業数社が主要株主として出資。
- 相模鉄道（相鉄）- 神奈川県基盤の大手私鉄。小田急電鉄による敵対的買収を、三井銀行の後ろ盾により免れた経緯がある。ちなみに小田急のメインバンクは旧三菱銀行（現・三菱UFJ銀行）である。
- ナイキジャパン - メインバンクは三井住友銀行（旧三井銀行）。トヨタグループとも親密。
- ENEOSホールディングス - 三菱グループならびに旧日産コンツェルン系列でもある。かつて共同石油（現：JX金属）と合弁で設立した物産共石（現：ENEOSリテールサービス）を設立。また、かつての子会社であった旧甲陽建設工業（現：JXエンジニアリング）の場合、旧三井銀行と旧三井信託銀行がそれぞれ主力行・準主力行となっていた。その他、タツタ電線（大輪会に加盟[7]。）三井住友銀行が融資団の一員であり、旧日本鉱業（現JX金属）は三井物産の共同出資で東邦チタニウム（2016年現在はJXHDおよびJX金属が支配株主）を、また三井金属とパンパシフィック・カッパーを、それぞれ2社合弁で設立している。また諸事情により融資枠の入れ替えを行うこととなり、旧さくら銀行に旧中央信託銀行（後の中央三井信託銀行～現：三井住友信託銀行）から主力取引行が変更されたため、同様の理由で保有株式も肩代わりしている。
  - ENEOS - 親会社のJXTGホールディングス同様諸事情により融資枠の入れ替えを行うこととなり、旧さくら銀行に旧中央信託銀行（後の旧中央三井信託銀行～現三井住友信託銀行）から主力取引行が変更されたため、同様の理由で保有株式も肩代わりしている。また、三井物産はJX日鉱日石エネルギー（当時）、丸紅とLPG事業を統合しENEOSグローブを発足した他、前身のひとつ東燃ゼネラル石油には主要株主の一社に名を連ねていた。
- SBI新生銀行 - 三井農林の主力行。このほか、トヨタ自動車へ取引金融機関以外の金融機関の一社として資本参加している。
- 広州汽車集団
  - 広汽トヨタ自動車 - トヨタ自動車と中華人民共和国の広州汽車の合弁事業開始以降は、トヨタ製の車両を自社ブランドで販売している。
- シャープ - 三和グループの三水会に加盟（みどり会には未加盟。）[5]。2018年10月に東芝グループの東芝クライエントソリューション（現・Dynabook）との資本提携を設立。
- SUBARU（旧富士重工業）- 2019年9月にトヨタ自動車の関連会社化。また、トヨタグループ入り以前の2005年から業務提携を行っている。
- セディナ（旧セントラルファイナンス）- 三井グループ内ではSMFG・SMBC・物産と関係が強い。また、住友色濃厚であった旧ダイエー系のカード会社・オーエムシーカード、および実質住友系のカード会社・クオークの両社と3社合併、新CI導入により商号と社名ロゴを変更し現在に至る。
- セブン&アイ・ホールディングス - 傘下のイトーヨーカ堂は、古くから旧三井銀行と縁が深い。三井物産とも物流などの面で提携し、共同でショッピングモールの開発も行っている。
  - セブン銀行 - 三井住友銀行（旧さくら銀行）が主要株主の一社に名を連ねている。
- ゼネラル・エレクトリック - 2000年1月に日本ニユクリア・フユエル（現・グローバル・ニュークリア・フュエル・ジャパン）と日立製作所（三和グループ〈三水会[5][注 6]およびみどり会に加盟[11]。〉・芙蓉グループ[5]・第一勧銀グループ[5]）と東芝とアメリカ合衆国のゼネラル・エレクトリックの資本提携を設立。
- セントラル警備保障 - かつて三井業際研究所に加盟していたが2015年現在脱退しているため二木会・三井広報委員会・三井業際研究所・綱町三井倶楽部・月曜会・三井文庫のいずれにも非加盟。ただし、三井物産と上場子会社・もしもしホットラインが主要株主に残る。
- ソニー - 三井住友銀行が（旧三井銀行時代から）メインバンク。草創期の会長に三井銀行元会長の万代順四郎が、またその後も社外取締役に小山五郎（三井銀行元会長）や岡田明重（三井住友銀行元会長）など、歴代の旧三井銀行出身者が就任していたことがある。また、三井住友銀行と共にソニー銀行を設立した。
- 東京電力ホールディングス - 三井住友銀行が旧三井銀行以来からの融資団（旧興銀・旧三菱銀ほか）の主要メンバー。
- 野村グループ - 三井グループ各社の主幹事を務めている。三和グループのみどり会に加盟[11]、傘下の野村證券は大輪会に加盟[7]。
- パラマウント・グローバル（旧CBSコーポレーション→旧バイアコムCBS） - アメリカ合衆国のCBSはTBSホールディングスと独占包括業務提携を結んでおり、テレビ事業子会社のTBSテレビによるニュース映像利用の他に、ニュース番組を系列のBS-TBS、TBSニュースバードで放送されている。
- 日野自動車 - 2001年4月にトヨタ自動車の子会社化。また、トヨタグループ入り以前の1966年から業務提携を行っている。
- ダイハツ工業 - 2016年8月にトヨタ自動車の完全子会社化。また、トヨタグループ入り以前の1967年から業務提携を行っている。なおメインバンクは旧三和銀行であり、三和グループの三水会[5][注 6]およびみどり会に加盟している[11]。
- 中国第一汽車集団
  - 天津一汽夏利汽車 - トヨタ自動車と中華人民共和国の第一汽車の合弁事業開始以降は、トヨタ製の車両を自社ブランドで販売している。
- リソルホールディングス - 旧ミサワリゾートを野村プリンシパル・ファイナンス（野村グループ系列）と三井不動産がミサワホームホールディングスから買収したことから。現在は野村プリンシパル・ファイナンスの株主異動（ゲームソフト大手のコナミが保有株式の一部を肩代わり）により三井不動産が筆頭株主となっている。
- 闘魚 - 2019年8月に三井物産とmildomを設立。
- 日本経済新聞社 - 日本経済新聞（日経）は元々三井物産から「中外物価新報」として創刊されたのが起源であり、1940年（昭和15年）に当時の三井財閥から独立するまで、三井物産を始めとする三井系各社と緊密な関係を保っていた[17][18]。また、2011年12月には日経とTBSホールディングスがコンテンツ開発などで業務提携を行い、そのパートナーとして、テレビ東京や三井物産なども協力するなど、三井グループとの関係が再度深くなっている[19]。
- 東京ドーム - 2021年1月に三井不動産の連結子会社となり、そして4月に三井不動産が株式80%を保有する完全子会社となる。なおメインバンクは旧第一勧業銀行（現：みずほ銀行）であり、第一勧銀グループ[5]・みずほグループに加盟している。またプロ野球セ・リーグに所属する読売ジャイアンツ（巨人）の本拠地である関係上から、巨人の親会社である読売新聞グループ本社も20%の株式を出資している。